# Milan Borjan
Milan Borjan (en serbe cyrillique : Милан Бopjaн), né le 23 octobre 1987 à Knin en Yougoslavie aujourd'hui en Croatie, est un joueur international canadien de soccer. Évoluant au poste de gardien de but à Al-Riyadh.

## Biographie

### Jeunesse et formation
Milan Borjan est né à Knin en Yougoslavie, de parents d'origine serbe, son père Boško (lui-même ancien gardien de but) et de sa mère Mirjana (coiffeuse). Il a vécu à Knin jusqu'à ce que l'armée serbe ordonne le retrait des serbes civils lors de l'opération Tempête. Sa famille et lui déménagent à Belgrade, où il commence à jouer au football avec le FK Radnički Beograd avant d'émigrer avec sa famille en 2000 à Hamilton, au Canada, où sa famille réside toujours. Puis, en juillet 2004, il fait un essai avec le Boca Juniors mais n'a finalement pas signé de contrat avec le club. En 2006, il intègre l'équipe junior du Club Nacional. En juillet 2007, il fait un nouvel essai en Argentine avec le River Plate, mais non concluant. En janvier 2008, il rejoint Quilmes. Il quitte le club à la fin de la saison 2007-2008 de Primera B Nacional,.

### Parcours en club
Milan Borjan retourne en Serbie en janvier 2009 et signe un contrat avec le FK Rad Belgrade comme troisième gardien. Il va mettre plusieurs mois à gagner une chance de se montrer en équipe première. Lors de la première journée du championnat, il fait ses débuts professionnel le 16 août 2009 lors d'une victoire 3 à 2 sur le FK Smederevo. Il continue à impressionner à chaque match et durant l'automne 2010, il fait une série de neuf matches sans défaite. Il est l'un des meilleurs gardiens du championnat serbe, plaçant le FK Rad à la quatrième place du championnat. 
À la suite de la Gold Cup 2011 et il signe un contrat avec Sivasspor. Il fait ses débuts le 11 septembre lors d'une défaite 2-1 contre Kardemir Karabükspor. Il a obtenu plusieurs résultats impressionnants, notamment un match nul et vierge contre Fenerbahçe. À la suite d'un manque de temps de jeu en Turquie fin février, il est prêté au FC Vaslui jusqu'à la fin de la saison avec une option d'achat. Après un retour réussi en Roumanie, il fait son retour dans le onze de départ lors de la troisième journée, lors d'un match nul et vierge contre Fenerbahçe le 2 septembre. Finalement, en février 2014, il résilie son contrat avec Sivasspor à la suite d'une réduction de son temps de jeu sous les ordres du nouvel entraîneur, Roberto Carlos. À la suite de la résiliation, il a trouvé un accord avec le SSC Naples, Sivasspor a accepté, toutefois, la Fédération turque de football refuse. En conséquence, l’accord n’a pas abouti et espère que l’opportunité sera toujours disponible en juin.
Le 12 septembre 2014, il aurait dû signer au FK Sarajevo, mais a accepté à la dernière minute une offre du club bulgare du Ludogorets Razgrad, qualifié pour la phase de groupes de la Ligue des champions. Quatre jours après sa signature, il fait ses débuts en Ligue des champions lors d'une défaite 2-1 face à Liverpool à la suite de la suspension de Vladislav Stoyanov, et son remplaçant s'est luxé l’épaule. Il devient le deuxième gardien canadien à jouer la phase de groupes de la compétition depuis Lars Hirschfeld avec Rosenborg en 2007. Bien que Ludogorets ait égalisé dans le temps additionnel, il a ensuite concédé un penalty avec une faute sur Javier Manquillo, que Steven Gerrard a convertie pour donner la victoire à Liverpool,. Finalement, le 21 janvier 2015, il n'a pas trouvé d'accord pour signer un nouveau contrat et est libéré par le club.
Le 15 février 2015, il signe un contrat d'un an avec le FK Radnički Niš, écartant ainsi l'intérêt du FK Sarajevo. Il fait ses débuts pour son nouveau club contre l'Étoile rouge de Belgrade lors d'un match nul et vierge le 23 février. Après une excellente saison en Serbie, il refuse de retourner au FK Radnički Niš, préférant revenir aux Ludogorets, où il signe un contrat de trois ans le 2 juin 2015. Il reste le gardien remplaçant, mais a commencé à se distinguer après que Vladislav Stoyanov a subi une grave blessure. Le 15 février 2017, il est prêté au Korona Kielce jusqu'à la fin de la saison.
Le 24 juillet 2017, il est transféré à l'Étoile rouge Belgrade en remplacement du jeune Filip Manojlović, précédemment transféré au Getafe CF. Il signe un contrat de trois ans et choisit de porter le numéro 82. Il fait ses débuts lors du troisième tour de qualification pour la Ligue Europa contre le Sparta Prague le 27 juillet. Il dispute son premier derby éternel le 27 août 2017. Il remporte son premier championnat serbe. Lors de sa deuxième saison, il aide le club à se qualifier pour la Ligue des champions et fait un match vierge lors de la phase de groupes contre le SSC Naples et d'une victoire 2-0 à domicile contre Liverpool. Il remporte son deuxième championnat serbe consécutif.
Lors du troisième tour des qualifications de la Ligue des champions, il envoie l’Étoile rouge en barrages en stoppant le tir de Jonas Wind. Score final de cette séance de tirs au but complètement folle : 6-7 pour les Serbes contre le FC Copenhague. Puis, il participe à sa deuxième phase de groupes de la Ligue des champions avec l'Étoile rouge. En février 2019, Zvezdan Terzić annonce qu'il prolonge son contrat jusqu'en 2023 et finirait sa carrière à l'Étoile rouge. Peu de temps après, il est nommé par le club comme le joueur de l'année.

### Parcours en sélection
En novembre 2010, Milan Borjan annonce qu'il a choisi la sélection canadienne. Le 3 février 2011, Milan Borjan est convoqué pour la première fois en équipe du Canada par le sélectionneur national Stephen Hart, pour un match amical contre la Grèce. Le 9 février, il honore sa première sélection face à la Grèce en tant que titulaire. La rencontre se solde par une défaite 1-0 des Canadiens. Puis, en juin 2011, il fait partie des 23 appelés par le sélectionneur national Stephen Hart pour la Gold Cup 2011. Lors de ce tournoi, il dispute deux rencontres, contre la Guadeloupe (1-0) et le Panama (1-1). Le Canada est éliminé au premier tour. 
Le 12 juin 2012, à la suite de la suspension de Lars Hirschfeld, il dispute sa première rencontre des éliminatoires de la Coupe du monde de 2014 en tant que titulaire, contre le Honduras, lors d'un match nul et vierge. En 2013, il devient le gardien titulaire à la suite de la retraite internationale de Lars Hirschfeld. Il participe à sa deuxième Gold Cup en 2013,. Lors de cette compétition, il joue trois matchs. Le Canada est éliminée au premier tour. 
Le 27 juin 2017, il fait partie des 23 appelés par le sélectionneur national Octavio Zambrano pour la Gold Cup 2017. Lors de cette compétition, il joue quatre matchs. Le Canada s'incline en quart de finale contre la Jamaïque. En juin 2019, il participe à sa quatrième Gold Cup. Lors de cette compétition, il joue quatre rencontres. Le Canada s'incline en quart de finale face à Haïti.
Le 15 octobre 2019, lors de la Ligue des nations de la CONCACAF, il réalise plusieurs arrêts durant la rencontre, contre les États-Unis, lors d'une victoire historique de 2-0 qui a mis fin à une disette de 34 ans sans de victoire contre les Américains,.
Le 13 novembre 2022, il est sélectionné par John Herdman pour participer à la Coupe du monde 2022.

## Palmarès

### En club
Ludogorets Razgrad
- Champion de Bulgarie en 2015, 2016 et 2017.

 Étoile rouge de Belgrade
- Champion de Serbie en 2018, 2019, 2020, 2021, 2022 et 2023.
- Vainqueur de la Coupe de Serbie en 2021, 2022 et 2023.

### Distinctions sportives
- Membre de l'équipe-type de la SuperLiga en 2019

## Statistiques

### Statistiques détaillées
| Saison                | Club                     | Championnat           | Championnat | Championnat | Coupe(s) nationale(s) | Coupe(s) nationale(s) | Compétition(s) continentale(s) | Compétition(s) continentale(s) | Compétition(s) continentale(s) | Total | Total |
| Saison                | Club                     | Division              | M.          | B.          | M.                    | B.                    | Comp.                          | M.                             | B.                             | M.    | B.    |
| 2009-2010             | Rad Belgrade             | SuperLiga             | 13          | 0           | -                     | -                     | -                              | -                              | -                              | 13    | 0     |
| 2010-2011             | Rad Belgrade             | SuperLiga             | 23          | 0           | -                     | -                     | -                              | -                              | -                              | 23    | 0     |
| Sous-total            | Sous-total               | Sous-total            | 36          | 0           | -                     | -                     | -                              | -                              | -                              | 36    | 0     |
| 2011-2012             | Sivasspor                | Süper Lig             | 10          | 0           | -                     | -                     | -                              | -                              | -                              | 10    | 0     |
| 2012-2013             | Sivasspor                | Süper Lig             | 29          | 0           | 8                     | 0                     | -                              | -                              | -                              | 37    | 0     |
| 2013-2014             | Sivasspor                | Süper Lig             | 4           | 0           | 5                     | 0                     | -                              | -                              | -                              | 9     | 0     |
| Sous-total            | Sous-total               | Sous-total            | 43          | 0           | 13                    | 0                     | -                              | -                              | -                              | 56    | 0     |
| 2011-2012             | FC Vaslui (prêt)         | Liga I                | 16          | 0           | 3                     | 0                     | -                              | -                              | -                              | 19    | 0     |
| 2014-2015             | Ludogorets Razgrad       | A Group               | 2           | 0           | 1                     | 0                     | C1                             | 1                              | 0                              | 4     | 0     |
| 2015-2016             | Ludogorets Razgrad       | A Group               | 9           | 0           | 0                     | 0                     | -                              | -                              | -                              | 9     | 0     |
| 2016-2017             | Ludogorets Razgrad       | Prva Liga             | 7           | 0           | 2                     | 0                     | C1                             | 1                              | 0                              | 10    | 0     |
| Sous-total            | Sous-total               | Sous-total            | 18          | 0           | 3                     | 0                     | -                              | 2                              | 0                              | 23    | 0     |
| 2014-2015             | FK Radnički Niš (prêt)   | SuperLiga             | 15          | 0           | -                     | -                     | -                              | -                              | -                              | 15    | 0     |
| 2016-2017             | Korona Kielce (prêt)     | Ekstraklasa           | 14          | 0           | 0                     | 0                     | -                              | -                              | -                              | 14    | 0     |
| 2017-2018             | Étoile rouge de Belgrade | SuperLiga             | 31          | 0           | 3                     | 0                     | C3                             | 12                             | 0                              | 46    | 0     |
| 2018-2019             | Étoile rouge de Belgrade | SuperLiga             | 28          | 0           | 4                     | 0                     | C1                             | 14                             | 0                              | 46    | 0     |
| 2019-2020             | Étoile rouge de Belgrade | SuperLiga             | 26          | 0           | 2                     | 0                     | C1                             | 14                             | 0                              | 42    | 0     |
| 2020-2021             | Étoile rouge de Belgrade | SuperLiga             | 32          | 0           | 3                     | 0                     | C1+C3                          | 3+9                            | 0                              | 47    | 0     |
| 2021-2022             | Étoile rouge de Belgrade | SuperLiga             | 30          | 1           | 4                     | 0                     | C1+C3                          | 4+9                            | 0                              | 47    | 1     |
| 2022-2023             | Étoile rouge de Belgrade | SuperLiga             | 33          | 0           | 4                     | 0                     | C1+C3                          | 4+6                            | 0                              | 47    | 0     |
| Sous-total            | Sous-total               | Sous-total            | 180         | 1           | 20                    | 0                     | -                              | 75                             | 0                              | 275   | 1     |
| 2023-2024             | Slovan Bratislava (prêt) | 1. Liga               | 25          | 0           | 2                     | 0                     | C1+C3+C4                       | 6+2+7                          | 0                              | 42    | 0     |
| 2024-2025             | Al-Riyadh                | Pro League            | 33          | 0           | 1                     | 0                     | -                              | -                              | -                              | 34    | 0     |
| 2025-2026             | Al-Riyadh                | Pro League            | -           | -           | -                     | -                     | -                              | -                              | -                              | 0     | 0     |
| Sous-total            | Sous-total               | Sous-total            | 33          | 0           | 1                     | 0                     | -                              | -                              | -                              | 34    | 0     |
| Total sur la carrière | Total sur la carrière    | Total sur la carrière | 380         | 1           | 40                    | 0                     | -                              | 92                             | 0                              | 512   | 1     |